# Yang Yung-wei
Dans ce nom chinois, le nom de famille, Yang, précède le nom personnel Yung-wei.
Yang Yung-wei (en chinois traditionnel : 楊勇緯 ; pinyin : Yáng Yǒngwěi), né le 28 septembre 1997, est un judoka taïwanais qui combat en catégorie super-légers (-60 kg).

## Carrière sportive
En 2018, il remporte la médaille de bronze dans l'épreuve masculine des -60 kg aux Jeux asiatiques de 2018 à Jakarta, en Indonésie.
Aux Championnats d'Asie-Pacifique de judo de 2019 à Fujairah, aux Émirats arabes unis, il a remporté la médaille d'argent dans l'épreuve masculine des 60 kg. La même année, il  participe également à l'épreuve masculine de 60 kg aux championnats du monde de judo 2019 qui se sont déroulés à Tokyo, au Japon ; il s'incline en quart-finales face au Géorgien Lukhumi Chkhvimiani, puis perd face au Kazakh Yeldos Smetov en repêchage.
En 2021, il reste médaillé d'argent aux championnats d'Asie-Pacifique de Bishkek et, aux Jeux olympiques de 2020, il est encore battu en finale par le Japonais Naohisa Takatō. Néanmoins, il devient à cette occasion le premier médaillé olympique de l'histoire du judo taïwanais.
Il est médaillé de bronze dans la catégorie des moins de 60 kg aux championnats du monde 2022 à Tachkent et médaillé d'argent aux championnats du monde 2024 à Abou Dabi.

## Palmarès

### Compétitions internationales
| Année | Compétition           | Lieu         | Résultat | Catégorie      |
| ----- | --------------------- | ------------ | -------- | -------------- |
| 2018  | Jeux asiatiques       | Jakarta      | 3e       | Moins de 60 kg |
| 2019  | Championnats d'Asie   | Fujaïrah     | 2e       | Moins de 60 kg |
| 2020  | Jeux olympiques       | Tokyo        | 2e       | Moins de 60 kg |
| 2021  | Championnats d'Asie   | Bichkek      | 2e       | Moins de 60 kg |
| 2022  | Championnats d'Asie   | Nour-Soultan | 3e       | Moins de 60 kg |
| 2022  | Championnats du monde | Tachkent     | 3e       | Moins de 60 kg |
| 2023  | Jeux asiatiques       | Hangzhou     | 1er      | Moins de 60 kg |
| 2024  | Championnats d'Asie   | Hong Kong    | 2e       | Moins de 60 kg |
| 2024  | Championnats du monde | Abou Dabi    | 2e       | Moins de 60 kg |